# Lasia concinna
Lasia concinna är en kallaväxtart som beskrevs av Cornelis Rugier Willem Karel van Alderwerelt van Rosenburgh. Lasia concinna ingår i släktet Lasia och familjen kallaväxter. Inga underarter finns listade.